# 빌로히르스크

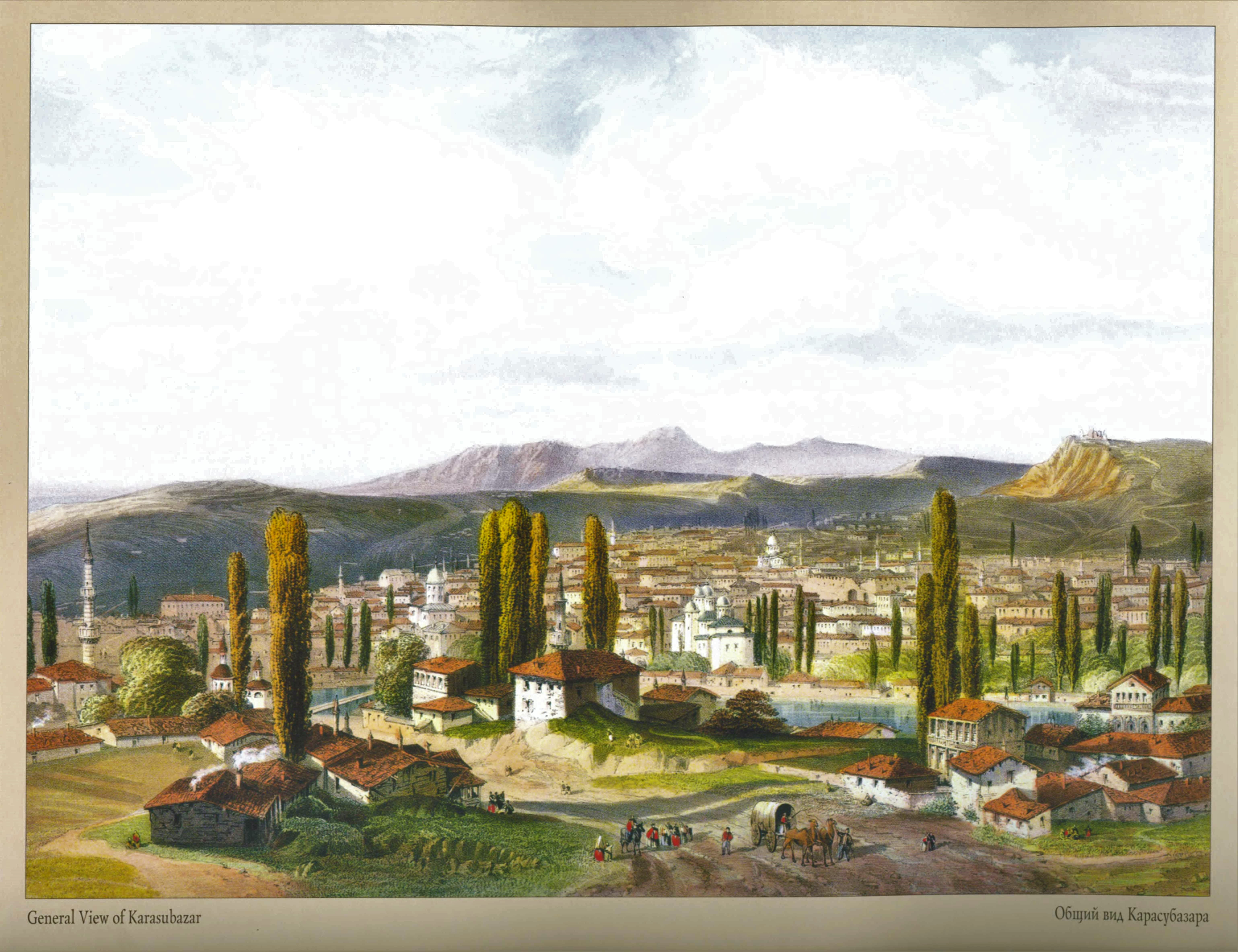
1856년 러시아의 화가인 카를로 보솔리(Carlo Bossoli)가 그린 그림에 등장하는 빌로히르스크

빌로히르스크(우크라이나어: Білогірськ, 러시아어: Белогорск 벨로고르스크[*], 크림 타타르어: Qarasuvbazar)는 크림반도 중부에 위치한 도시로 러시아 크림 공화국(사실상) 또는 우크라이나 크림 자치 공화국(국제적인 승인)에 위치한다. 참고로 크림반도는 2014년 이후부터 우크라이나로부터 독립을 선언하여 러시아에 병합되었지만 대다수의 국가와 유엔은 이를 인정하지 않고 있다.
면적은 5.42km2, 높이는 180m, 인구는 16,354명(2014년 기준), 인구 밀도는 3,398.52명/km2이다. 카라수 강(Karasu)과 접하며 심페로폴에서 북동쪽으로 42km 정도 떨어진 곳에 위치한다. 도시 이름은 우크라이나어와 러시아어로는 "하얀 산"을, 크림 타타르어로는 "카라수 강 연안의 바자르"를 뜻한다.

시 문장